# Bad Berleburg

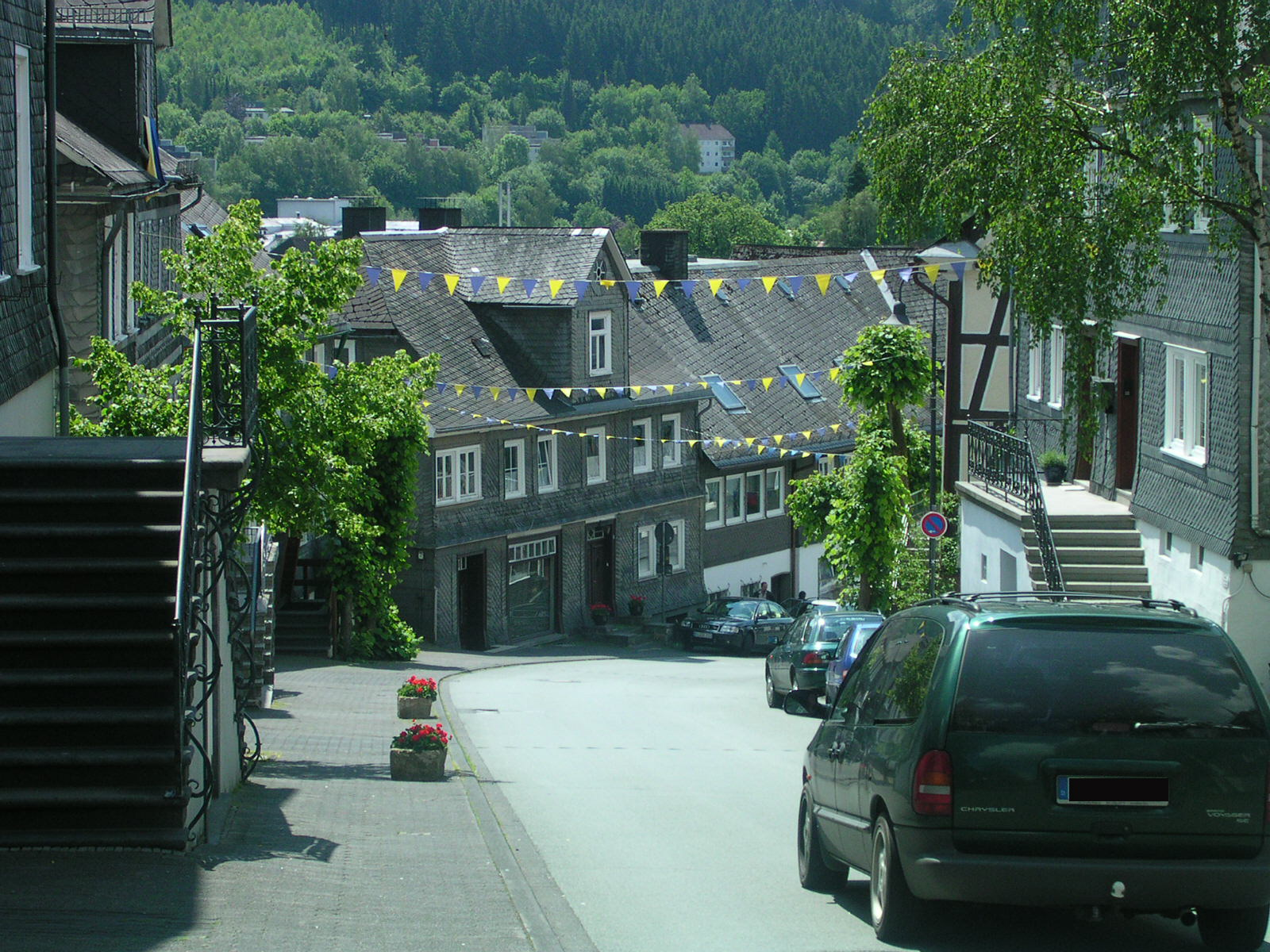
Bad Berleburg

Bad Berleburg este un oraș din landul Renania de Nord-Westfalia, Germania.